# Lingue ciadiche
Le lingue ciadiche costituiscono un sottogruppo di lingue parlate nel nord della Nigeria, del Niger, del Ciad, della Repubblica Centrafricana e del Camerun, che appartengono alla famiglia delle lingue afro-asiatiche.

## Distribuzione geografica
La lingua ciadica più parlata e l'unica di una certa rilevanza (sia per numero di parlanti che storicamente) è lo 'hausa, lingua franca di buona parte dell'Africa occidentale.

## Classificazione
Le lingue ciadiche si suddividono ulteriormente in quattro sottogruppi:
- lingue biu-mandara
- lingue ciadiche orientali
- lingue masa
- lingue ciadiche occidentale